# Kanton Vescovato
Kanton Vescovato (francouzsky Canton de Vescovato) je francouzský kanton v departementu Haute-Corse v regionu Korsika. Tvoří ho 7 obcí.

## Obce kantonu
- Castellare-di-Casinca
- Loreto-di-Casinca
- Penta-di-Casinca
- Porri
- Sorbo-Ocagnano
- Venzolasca
- Vescovato